# Catherine Ardagh

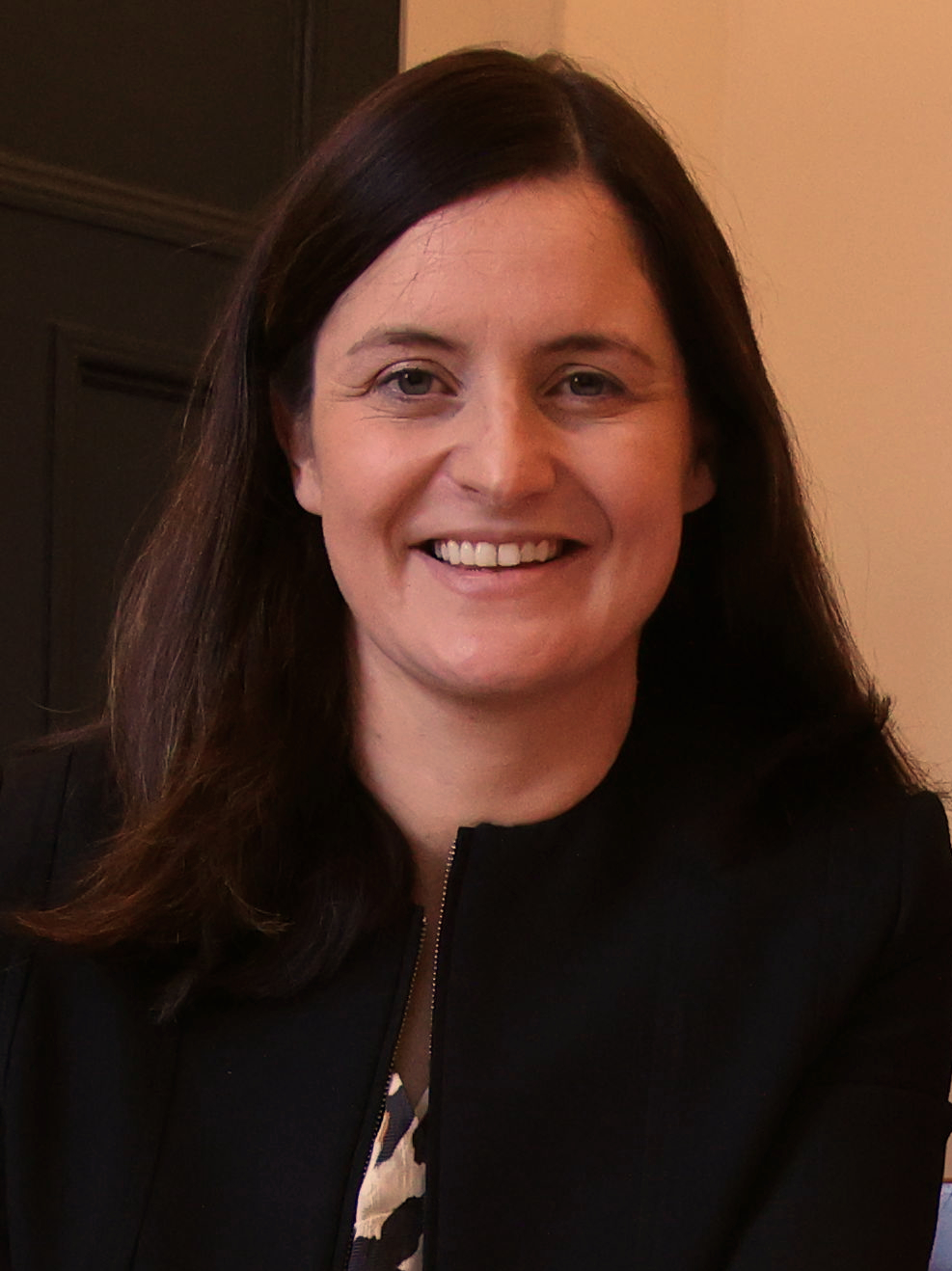
Catherine Ardagh (2024)

Catherine Ardagh (* 20. September 1982 in Crumlin, Dublin) ist eine irische Politikerin (Fianna Fáil), war von 2016 bis 2024 Mitglied des Seanad Éireann und gehört seit 2024 dem Dáil Éireann, dem Unterhaus des irischen Parlaments, an. 

## Leben
Ardagh studierte Rechtswissenschaften. Zunächst an der University of London und dann am Trinity College Dublin. Nach der Anwaltsausbildung am King’s Inns wurde sie 2006 als Barrister zugelassen. 
Nachdem sie 2009 bei der Kommunalwahl gescheitert war, zog sie 2014 in den Dublin City Council ein. 2016 und 2020 versuchte sie ohne Erfolg, im Wahlkreise Dublin South Central in den Dáil Éireann gewählt zu werden. Stattdessen zog sie über die Wirtschaftsliste in den Seanad Éireann 2016 ein und konnte ihren Sitz 2020 verteidigen.
Erst bei den Wahlen zum Dáil Éireann 2024 konnte sie dann einen Sitz erringen.
Ardagh wurde dafür kritisiert, dass sie nur selten im Seanad anwesend gewesen sein soll. Nur an 52 von 120 Sitzungstagen habe sie teilgenommen. Dennoch habe sie volle Pauschalen erhalten. Ardagh erwiderte darauf, dass sie wegen der Mandatstätigkeit abwesend war. Anderweitig wurde vermutet, dass sie als Anwältin tätig geworden war.

## Privates
Catherine Ardaghs Vater war der langjährige Abgeordnete Seán Ardagh (1947–2016). Sie ist verheiratet mit Darragh McShea, mit dem sie Zwillingssöhne hat. Sie hat die Mühen um die künstliche Befruchtung öffentlich gemacht. 